# コンスタンティノス1世 (ギリシャ王)
コンスタンティノス1世（ギリシャ語: Κωνσταντίνος Α΄, ラテン文字転写: Konstantinos I, 1868年8月2日 - 1923年1月11日）は、ギリシャの国王（在位：1913年3月18日 - 1917年6月11日、1920年12月19日 - 1922年9月27日）。

## 生涯
ギリシャ国王ゲオルギオス1世の長男として1868年にアテネで生まれた。母はロシア大公女オリガ・コンスタンティノヴナ。
1896年に王太子として、アテネで開催された第1回近代オリンピックの実行委員会を指揮した。オリンピックのマラソン競技でパナシナイコスタジアムに地元ギリシャのスピリドン・ルイスが先頭で入ってきた際には、大喜びで弟のゲオルギオス王子とともに最後の200mを伴走した。1897年の希土戦争、1912年の第一次バルカン戦争ではギリシャ軍の司令官に任命された。
1913年にテッサロニキで父が暗殺されると王位を継ぎ、コンスタンティノス1世として即位した。翌1914年には第一次世界大戦が勃発した。ドイツで教育を受け、プロイセン陸軍士官学校で学び、ドイツ皇帝ヴィルヘルム2世の妹ゾフィーと結婚したコンスタンティノス1世は、中央同盟国に対してより親密感を抱いていた。
始めは短期戦で終わると予想されていた戦争が長期化の様相を呈してくると、コンスタンティノス1世はどちらの陣営に味方するのかという困難な選択を迫られた。民衆から支持を集めていた時の首相ヴェニゼロスは連合国を支持しており、地中海の覇権を握っているのは連合国であったことから、コンスタンティノス1世はやむなく中立を選択した。
連合国側がガリポリの戦いに敗れると、コンスタンティノス1世は1915年10月、ヴェニゼロスを解任し、自身の意のままになる人物を首相に任命した。解任されたヴェニゼロスはテッサロニキにおいて連合国の支持のもと暫定革命政府を組織、コンスタンティノス1世と対立した。1916年、対立が深まり内戦が避けられなくなると、国王はドイツに艦隊、陸軍および経済的援助を要請したが、ドイツ参謀本部はこれを断った。
コンスタンティノス1世は1917年6月11日退位に同意し、ギリシャを離れた。王位は次男のアレクサンドロスが継承し、コンスタンディノスはスイスにおいて亡命生活を送った。第一次世界大戦が終結後、1920年10月25日にアレクサンドロスが崩御すると、国民投票が行われ、コンスタンティノス1世の復位が決定した。彼はギリシャに戻って再び王位に就いたが、1919年から1922年まで戦われた希土戦争に敗れると、1922年9月27日に、軍隊のクーデターにより王位を追われ、長男のゲオルギオス2世が後を継いだ。
その後はイタリアで2度の亡命生活を送り、1923年にシチリア島のパレルモで逝去した。

## 家族

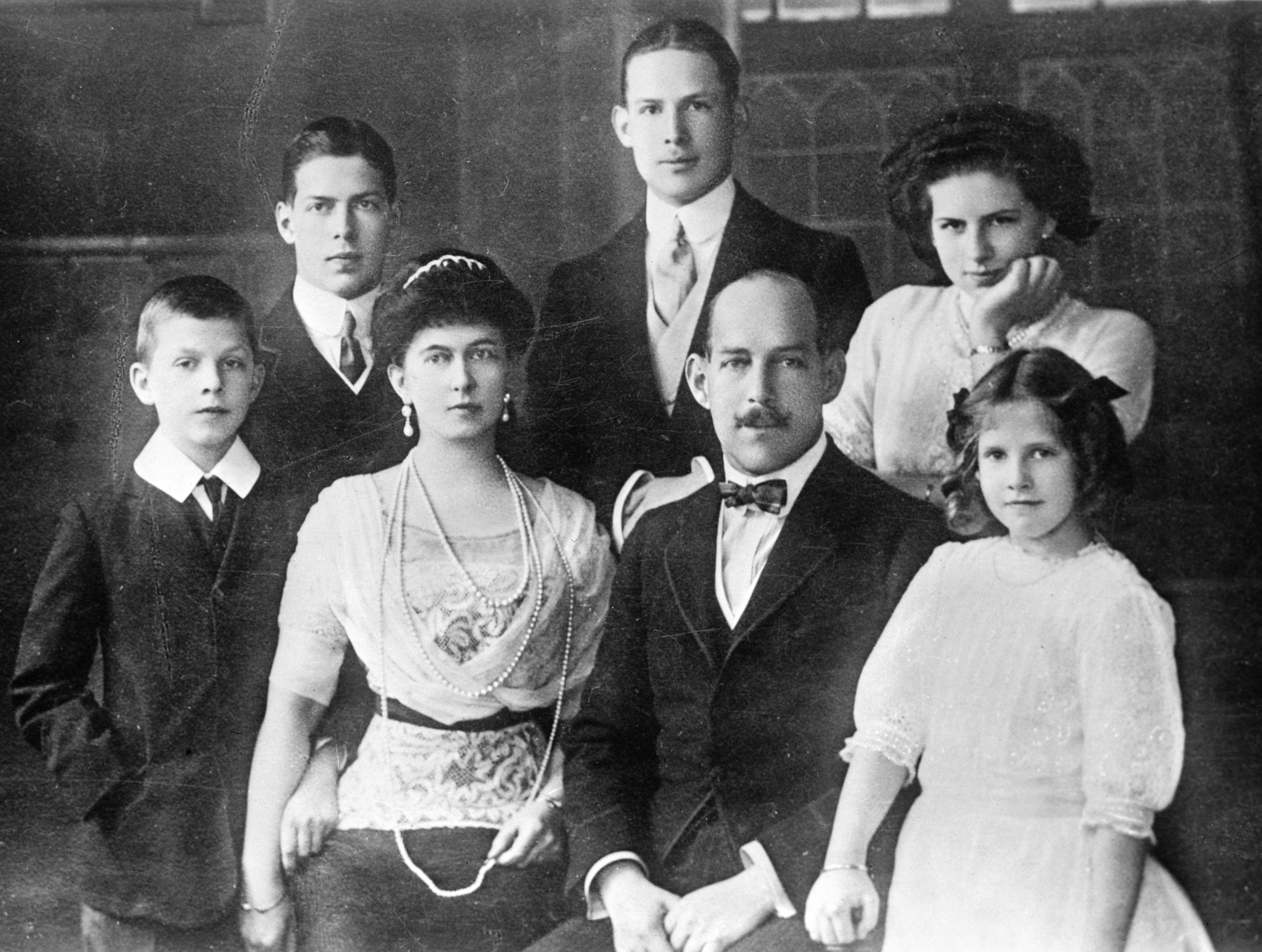
コンスタンティノス1世とソフィア王妃と年長5人の王子女（左から、パウロス、アレクサンドロス、ゲオルギオス、エレーニ、イリニ）、1914年

1889年10月27日にアテネでドイツ皇帝フリードリヒ3世の娘ゾフィーと結婚した。夫妻は6人の子供をもうけた。
- ゲオルギオス2世（1890年 - 1947年） ギリシャ国王（1922年 - 1924年、1935年 - 1947年）
- アレクサンドロス1世（1893年 - 1920年） ギリシャ国王（1917年 - 1920年）
- エレーニ（1896年 - 1982年） ルーマニア王太子カロル（のちのカロル2世）と結婚、その後離婚
- パウロス1世（1901年 - 1964年） ギリシャ国王（1947年 - 1964年）
- イリニ（1904年 - 1974年） アオスタ公爵アイモーネと結婚
- エカテリニ（1913年 - 2007年） リチャード・ブランドラムと結婚